# Valéry Mézague
Valéry Mézague (Marseille, 8 december 1983 – Toulon, 15 november 2014) was een Kameroens betaald voetballer die doorgaans als middenvelder speelde. Hij speelde van 2002 tot en met 2014 voor achtereenvolgens Montpellier, Portsmouth, Sochaux, Le Havre, Châteauroux, Vannes, Panetolikos, Bury en Sporting Toulon Var. Mézague speelde zeven keer in het Kameroens voetbalelftal.
Mézague hoorde tot het Kameroens voetbalelftal dat speelde op het Wereldkampioenschap Voetbal 2002 in Zuid-Korea en Japan. Hij raakte in 2003 betrokken bij een auto-ongeluk, waardoor hij vier maanden uit de roulatie was. Mézague werd op 15 november 2014 dood aangetroffen in zijn woning. Een woordvoerder van de politie verklaarde dat niets wees op een misdrijf.
Mézague's jongere broer Teddy is eveneens profvoetballer geworden.